# Luisa Moreno
Luisa Moreno, née Blanca Rosa López Rodríguez (30 août 1907 – 4 novembre 1992) est une militante sociale guatémaltèque et participante au mouvement syndical américain. Elle syndique les travailleurs, mène des grèves, écrit des brochures en anglais et en espagnol et  convoque, en 1939, le Congreso de Pueblos de Habla Española, la « première assemblée nationale latino-américaine des droits civiques » aux États-Unis, avant de retourner au Guatemala en 1950.

## Jeunesse
Luisa Moreno, ou plutôt Blanca Rosa López Rodríguez de son vrai nom, naît dans une famille riche de la ville de Guatemala, au Guatemala. Désenchantée par les restrictions de genre en matière de réussite scolaire, elle fédère ses pairs riches de l'élite dans le mouvement nommé La Sociedad avec Gabriela Mistral. Ce groupe a recours à des pétitions et à du lobbying officieux pour plaider avec succès en faveur de l'admission des femmes dans les universités guatémaltèques. Rejetant son statut élitiste, elle part à Mexico à l'âge de dix-neuf ans pour poursuivre une carrière de journaliste. Là-bas, elle écrit également de la poésie. En 1927, elle épouse Angel De León, un artiste, et ensemble, ils s'installent à New York l'année suivante. Là-bas naît sa fille Mytyl.
À New York, le film de la Warner Bros, Sous le ciel du Texas (Under a Texas Moon, 1930) est sous le feu des critiques et protestations car dénigré comme anti-mexicain par un groupe de Latinos que dirige Gonzalo González. La police brutalise les manifestants amassés en piquets de grève, tuant dans la foulée le meneur, González. La mort de ce dernier déclenche une manifestation pan-latino, à laquelle Luisa Moreno participe. Elle déclare par la suite à ensuite déclaré à Bert Corona que cette expérience « l'a motivée à travailler en faveur de l'unification des communautés hispanophones. » . Elle est diplômée du Collège universitaire catholique pour femmes des Saints Noms (College of the Holy Names) à Oakland, en Californie.

## Syndicalisme et militantisme pour les droits civiques
La Grande Dépression frappe l'Amérique en 1929 et, afin de subvenir aux besoins de sa fille et de son mari au chômage, Luisa Moreno travaille comme couturière à Spanish Harlem. Elle fédère ses collègues, latinas pour la plupart, autour d'une organisation syndicale de travailleurs du vêtement. Plus tard, Moreno rejoint le Parti communiste américain en 1930.
En 1935, Luisa Moreno est embauchée par la Fédération américaine du travail (AFL) en tant qu'organisatrice professionnelle. Elle quitte son mari, devenu physiquement violent, et s'installe avec sa fille en Floride, où elle syndique des rouleurs de cigares afro-américains et latinos. Elle rejoint ensuite le Congrès des organisations industrielles (CIO) et semble avoir pris part à de violentes manifestations de la fin de 1935 au début de 1936. Durant cette période, le CIO agit comme une organisation militante,. Après son départ, elle devient représentante de la United Cannery, Agricultural, Packing, and Allied Workers of America (UCAPAWA), et aussi rédactrice en chef de son journal de langue espagnole en 1940.
En sa qualité de représentante de l'UCAPAWA, Luisa Moreno aide  les ouvriers des usines de décorticage de noix de pécan à San Antonio, au Texas, et des conserveries de Los Angeles à s'organiser en syndicats. Là, elle encourage les alliances entre les travailleurs de différentes usines. Son leadership est de nature à responsabiliser les autres travailleurs, en particulier les femmes, qu'elle encourage fortement à assumer des rôles de direction dans les organisations syndicales.
En 1937, elle s'installe dans le quartier Encanto de San Diego, qu'elle utilise comme base pour son militantisme à l'échelle nationale.
En 1939, aux côtés de Josefina Fierro de Bright et d'Eduardo Quevedo, Luisa Moreno est l'une des principales organisatrices  de El Congreso de Pueblos de Habla Española (Congrès populaire hispanophone). Elle prend congé de l'UCAPAWA  pour un an afin de voyager à travers les États-Unis, rendre visite aux travailleurs latino-américains de la côte Est et du Sud-Ouest et rallier à sa cause les réfugiés de la guerre civile espagnole.
En 1940, on lui demande de s'exprimer devant le Comité américain pour la protection des personnes nées à l'étranger (American Committee for the Protection of the Foreign Born, ACPFB). Son discours, connu sous le nom de « la Caravane du chagrin », décrit avec éloquence la vie des travailleurs immigrés mexicains. Des parties de discours sont réimprimées dans des brochures du Comité, créant un héritage qui dure bien plus longtemps que la durée du discours lui-même. Dans ce document, elle déclare :
« These people are not aliens. They have contributed their endurance, sacrifices, youth and labor to the Southwest. Indirectly, they have paid more taxes than all the stockholders of California's industrialized agriculture, the sugar companies and the large cotton interests, that operate or have operated with the labor of Mexican workers. » (« Ces gens ne viennent pas d'un autre monde. Ils ont apporté leur endurance, leurs sacrifices, leur jeunesse et leur travail au Sud-Ouest américain. Indirectement, ils ont payé plus d'impôts que tous les actionnaires de l'agriculture industrielle californienne, que les sociétés sucrières et les grands intérêts du coton, qui opèrent ou ont opéré à la sueur des travailleurs mexicains. » en anglais)
La même année, elle cofonde une agence pour l'emploi à San Diego avec son ami Robert Galván. Elle s'occupe également d'organiser les travailleurs des conserveries de la région de San Diego et persuade les employeurs de ne pas embaucher de briseurs de grève. À l’aube de la Seconde Guerre mondiale, l’industrie de défense devient un employeur majeur aux États-Unis, notamment à San Diego. Les Mexicains, cependant, n’ont pas encore le droit de travailler dans l’industrie pétrolière, sur les chantiers navals et dans d’autres domaines liés à la guerre, et sont relégués aux emplois les moins bien payés. Luisa Moreno critique la discrimination, soulignant que « la Californie est devenue prospère grâce au labeur et à la sueur de l'immigration mexicaine qui s'occupe de son industrie numéro un, l'agriculture. Maintenant, ils ont entretenu un patriotisme véritable et durable envers un pays démocratique qui refuse de leur donner la citoyenneté ou même les droits civiques fondamentaux. ».
En 1942, Luisa Moreno est impliqué dans le procès pour meurtre du Sleepy Lagoon, une cause célèbre pour la gauche américaine et les militants des droits civiques mexicano-américains. Avec son ami de longue date Bert Corona et l'avocat Carey McWilliams, elle organise le comité de défense des Sleepy Lagoon pour disculper les jeunes inculpés. En plus de monter une défense juridique, le Comité cherche à mettre un terme aux rumeurs sur les bandes violentes de pachucos et à contrer les rapports sensationnalistes faisant état d'une guérilla urbaine entre pachucos et militaires. (La presse surnomme les attaques de pachucos en 1943 : les « émeutes zazous (Zoot Suits riots) Luisa Moreno enquête également sur les abus commis par les militaires de San Diego, servant de conseil auprès du conseiller municipal Charles C. Dail à ce sujet. Elle invite l'amiral David W. Bagley, commandant du Onzième district naval de San Diego, à une réunion entre dirigeants communautaires et syndicaux de la région de San Diego. L'amiral ne répond pas à l'invitation. Continuant à faire pression pour qu'une enquête soit ouverte, Luisa Moreno  collabore avec l'avocat McWilliams pour rassembler des preuves. L'enquête indigne le sénateur de l'État de Californie, Jack B. Tenney, qui s'en prend à Luisa Moreno, l'accusant publiquement de s'engager dans une « conspiration anti-américaine ».
Bien qu'occupée avec ses campagnes de défense des Zoot Suiters, elle continue à travailler dans le mouvement syndical. Dans la ville californienne d'El Monte, elle représente les cueilleurs de noix, recevant l'aide de la California Walnut Growers Association. Un représentant de l'Association « en est venu à développer une grande estime pour son caractère, ses capacités et son honnêteté ».
En 1947, elle épouse Gray Bemis, un vétéran de la marine du Nebraska qui a été délégué à la convention nationale du Parti socialiste américain de 1932. Bemis partage l'intérêt de Luisa Moreno pour les droits civiques des Américains d'origine mexicaine et photographie plusieurs de ses activités.
À la fin des années 1940, Luisa Moreno crée une section à San Diego du Comité mexicain des droits civiques. Dans des discours prononcés devant des sections des Young Progressives of America, elle avertit que les tensions raciales et l'hystérie communiste provoquent le profilage racial, les stéréotypes et les violences policières contre les Américains d'origine mexicaine et d'autres minorités ethniques.

## Expulsion et vie hors des États-Unis
Au cours des années 1950, le Service d'immigration et de naturalisation (INS) mène l'opération Wetback pour reconduire de force Mexicains et Américains d'origine mexicaine à la frontière. L’opération vise particulièrement les dirigeants syndicaux. À l'époque, Luisa Moreno jouit d'une réputation de personne polie et respectueuse des lois, mais son activisme, sa participation passée au CIO et son appartenance au Parti communiste lui valent des ennemis parmi les maccarthystes. Son mari et elle commencent à recevoir des lettres de menaces en raison de leur travail contre la violence policière. Tenney, qui l'a qualifiée de « danger venu d'ailleurs », joue un rôle déterminant dans son expulsion. On lui a offre la citoyenneté en échange de son témoignage contre Harry Bridges, mais elle refuse d'être « une femme libre avec une âme hypothéquée ».
Le 30 novembre 1950, Luisa Moreno et son second mari, Gray Bemis du Nebraska, quittent les États-Unis en passant par Ciudad Juárez pour rejoindre lentement Mexico. Son mandat d'expulsion est émis au motif qu'elle s'était inscrite autrefois comme membre du Parti communiste, même si elle est inactive au sein de l'organisation depuis 1935.
Finalement, le couple s'installe au Guatemala, mais est contraint de fuir lorsqu'en 1954, un coup d'État soupçonné d'être orchestré par la CIA renverse le président progressiste Jacobo Arbenz Guzmán.
Après le triomphe de la Révolution cubaine de 1959 et l'installation d'un gouvernement communiste sous Fidel Castro, Luisa Moreno  passe du temps à enseigner sur l'île. Elle est ensuite retournée au Guatemala, où elle accordera diverses interviews à différents historiens avant de mourir.

## Héritage
Bien que Luisa Moreno soit une figure majeure du mouvement pré-Chicano et du mouvement ouvrier américain, son rôle est souvent négligé. Depuis les années 1970, militants et historiens tentent de reconstituer son rôle dans les mouvements et de lui accorder le crédit qui lui convient. Parmi eux se trouve la muraliste et professeur Judy Baca, qui a commémoré l'organisation des travailleurs de Cal San dans sa Grande Muraille de Los Angeles. Le mur, représentation visuelle de l'histoire de Los Angeles, rend hommage à Luisa Moreno en incluant une image de son visage entouré d'images de grévistes. L'histoire de Moreno est présentée dans l'installation « American Enterprise » du National Museum of American History . Le 15 septembre 2023, Google a présenté Luisa Moreno dans un Google Doodle pour le mois du patrimoine hispanique.